# Araeoncus gertschi
Araeoncus gertschi là một loài nhện trong họ Linyphiidae.
Loài này thuộc chi Araeoncus. Araeoncus gertschi được Lodovico di Caporiacco miêu tả năm 1949.